# Straßenbahn Dornbirn–Lustenau
| Streckenlänge: | 11,121 km           |                                  |                                  |
| Spurweite: | 1000 mm (Meterspur) |                                  |                                  |
| Stromsystem: | 550 V =             |                                  |                                  |
| Maximale Neigung: | 31 ‰                |                                  |                                  |
| Minimaler Radius: | 30 m                |                                  |                                  |
| |                     |                                  |                                  |
| \| \| 0,008 \| Dornbirn Bahnhof \| Dornbirn Bahnhof \| \| \| 0,230 \| Altweg \| Altweg \| \| \| 0,520 \| Marktplatz \| Marktplatz \| \| \| 0,680 \| Bockackerstraße / Schillerstraße \| Bockackerstraße / Schillerstraße \| \| \| 0,855 \| Kloster \| Kloster \| \| \| 1,015 \| Kapuzinergasse (ab 1904) \| Kapuzinergasse (ab 1904) \| \| \| 1,300 \| Sägen \| Sägen \| \| \| 1,535 \| Spital \| Spital \| \| \| 1,880 \| Höchster Straße \| Höchster Straße \| \| \| 2,305 \| Bäumlegasse \| Bäumlegasse \| \| \| 2,820 \| Härte \| Härte \| \| \| \| Bahnstrecke Lindau–Bludenz \| \| \| \| 3,340 \| Roßmähder (ab 1904) \| Roßmähder (ab 1904) \| \| \| 3,815 \| Gleggen \| Gleggen \| \| \| 4,348 \| Köblern \| Köblern \| \| \| 5,227 \| Landgraben \| Landgraben \| \| \| 6,100 \| Koblachkanal (ab 1906) \| Koblachkanal (ab 1906) \| \| \| 6,344 \| Vorsee \| Vorsee \| \| \| 7,437 \| Binsenfeld \| Binsenfeld \| \| \| 7,736 \| Grindel \| Grindel \| \| \| 7,932 \| Wiesenrhein \| Wiesenrhein \| \| \| 8,250 \| Oberfeld \| Oberfeld \| \| \| 8,698 \| Lustenau Kirchplatz \| Lustenau Kirchplatz \| \| \| 9,090 \| Weiler \| Weiler \| \| \| 9,458 \| Löwen (ab 1908) \| Löwen (ab 1908) \| \| \| 9,509 \| Oberfahrbrücke \| Oberfahrbrücke \| \| \| 9,770 \| Eslach \| Eslach \| \| \| 10,147 \| Bräuhaus \| Bräuhaus \| \| \| 10,377 \| Rheindorf \| Rheindorf \| \| \| 10,617 \| Linde \| Linde \| \| \| 11,000 \| Wacht am Rhein (ab 1905) \| Wacht am Rhein (ab 1905) \| \| \| 11,129 \| Lustenau Rheinbrücke \| Lustenau Rheinbrücke \| |                     |                                  |                                  |
| U-Bahn-Kopfbahnhof Streckenanfang (Strecke außer Betrieb) | 0,008               | Dornbirn Bahnhof                 | Dornbirn Bahnhof                 |
| U-Bahn-Haltepunkt / Haltestelle (Strecke außer Betrieb) | 0,230               | Altweg                           | Altweg                           |
| U-Bahn-Haltepunkt / Haltestelle (Strecke außer Betrieb) | 0,520               | Marktplatz                       | Marktplatz                       |
| U-Bahn-Haltepunkt / Haltestelle (Strecke außer Betrieb) | 0,680               | Bockackerstraße / Schillerstraße | Bockackerstraße / Schillerstraße |
| U-Bahn-Haltepunkt / Haltestelle (Strecke außer Betrieb) | 0,855               | Kloster                          | Kloster                          |
| U-Bahn-Haltepunkt / Haltestelle (Strecke außer Betrieb) | 1,015               | Kapuzinergasse (ab 1904)         | Kapuzinergasse (ab 1904)         |
| U-Bahn-Haltepunkt / Haltestelle (Strecke außer Betrieb) | 1,300               | Sägen                            | Sägen                            |
| U-Bahn-Haltepunkt / Haltestelle (Strecke außer Betrieb) | 1,535               | Spital                           | Spital                           |
| U-Bahn-Haltepunkt / Haltestelle (Strecke außer Betrieb) | 1,880               | Höchster Straße                  | Höchster Straße                  |
| U-Bahn-Haltepunkt / Haltestelle (Strecke außer Betrieb) | 2,305               | Bäumlegasse                      | Bäumlegasse                      |
| U-Bahn-Haltepunkt / Haltestelle (Strecke außer Betrieb) | 2,820               | Härte                            | Härte                            |
| U-Bahn-Kreuzung mit Eisenbahn geradeaus unten (Strecke geradeaus außer Betrieb) |                     | Bahnstrecke Lindau–Bludenz       | Bahnstrecke Lindau–Bludenz       |
| U-Bahn-Haltepunkt / Haltestelle (Strecke außer Betrieb) | 3,340               | Roßmähder (ab 1904)              | Roßmähder (ab 1904)              |
| U-Bahn-Haltepunkt / Haltestelle (Strecke außer Betrieb) | 3,815               | Gleggen                          | Gleggen                          |
| U-Bahn-Haltepunkt / Haltestelle (Strecke außer Betrieb) | 4,348               | Köblern                          | Köblern                          |
| U-Bahn-Haltepunkt / Haltestelle (Strecke außer Betrieb) | 5,227               | Landgraben                       | Landgraben                       |
| U-Bahn-Haltepunkt / Haltestelle (Strecke außer Betrieb) | 6,100               | Koblachkanal (ab 1906)           | Koblachkanal (ab 1906)           |
| U-Bahn-Haltepunkt / Haltestelle (Strecke außer Betrieb) | 6,344               | Vorsee                           | Vorsee                           |
| U-Bahn-Haltepunkt / Haltestelle (Strecke außer Betrieb) | 7,437               | Binsenfeld                       | Binsenfeld                       |
| U-Bahn-Haltepunkt / Haltestelle (Strecke außer Betrieb) | 7,736               | Grindel                          | Grindel                          |
| U-Bahn-Haltepunkt / Haltestelle (Strecke außer Betrieb) | 7,932               | Wiesenrhein                      | Wiesenrhein                      |
| U-Bahn-Haltepunkt / Haltestelle (Strecke außer Betrieb) | 8,250               | Oberfeld                         | Oberfeld                         |
| U-Bahn-Haltepunkt / Haltestelle (Strecke außer Betrieb) | 8,698               | Lustenau Kirchplatz              | Lustenau Kirchplatz              |
| U-Bahn-Haltepunkt / Haltestelle (Strecke außer Betrieb) | 9,090               | Weiler                           | Weiler                           |
| U-Bahn-Haltepunkt / Haltestelle (Strecke außer Betrieb) | 9,458               | Löwen (ab 1908)                  | Löwen (ab 1908)                  |
| U-Bahn-Haltepunkt / Haltestelle (Strecke außer Betrieb) | 9,509               | Oberfahrbrücke                   | Oberfahrbrücke                   |
| U-Bahn-Haltepunkt / Haltestelle (Strecke außer Betrieb) | 9,770               | Eslach                           | Eslach                           |
| U-Bahn-Haltepunkt / Haltestelle (Strecke außer Betrieb) | 10,147              | Bräuhaus                         | Bräuhaus                         |
| U-Bahn-Haltepunkt / Haltestelle (Strecke außer Betrieb) | 10,377              | Rheindorf                        | Rheindorf                        |
| U-Bahn-Haltepunkt / Haltestelle (Strecke außer Betrieb) | 10,617              | Linde                            | Linde                            |
| U-Bahn-Haltepunkt / Haltestelle (Strecke außer Betrieb) | 11,000              | Wacht am Rhein (ab 1905)         | Wacht am Rhein (ab 1905)         |
| U-Bahn-Kopfbahnhof Streckenende (Strecke außer Betrieb) | 11,129              | Lustenau Rheinbrücke             | Lustenau Rheinbrücke             |

Die Straßenbahn Dornbirn–Lustenau war eine meterspurige Überlandstraßenbahn im österreichischen Bundesland Vorarlberg. Sie verkehrte zwischen der Stadt Dornbirn und der Marktgemeinde Lustenau, zuständiges Verkehrsunternehmen war die Aktiengesellschaft Elektrische Bahn Dornbirn–Lustenau, abgekürzt EBDL. Die Strecke war 11,121 Kilometer lang, durchgehend eingleisig und wurde von Beginn an elektrisch betrieben. Die Fahrspannung betrug 550 Volt Gleichstrom.

## Geschichte

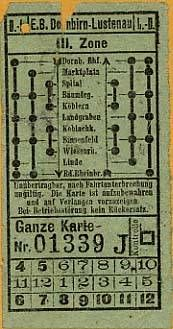
Fahrschein von 1930

Die Trasse führte entlang der heutigen Lustenauer Straße, die Remise in Dornbirn befand sich an der Stelle der inzwischen ebenfalls aufgelassenen Postgarage an der Säger Brücke, mittlerweile befindet sich auf dem vorderen Teil des Geländes der Campus Dornbirn.
Die im Volksmund Tram oder – in Anspielung an die Betreibergesellschaft – Elende Beförderung Dummer Leute genannte Straßenbahn wurde als erste elektrische Bahn in Vorarlberg am 30. November 1902 eröffnet und am selben Tag dem Regelverkehr übergeben. Den Betrieb führte die Siemens & Halske A.-G.
Finanziert wurde sie von der damals expandierenden Vorarlberger Textilindustrie; die am 24. März 1902 kundgemachte Konzession begünstigte als Konzessionäre die Gemeinden Dornbirn und Lustenau. Die Trasse verlief vom Bahnhof Dornbirn zu der in Lustenau heute nicht mehr bestehenden Unterfahrbrücke (Höhe Rheinstraße), auf deren Schweizer Seite sich der  Bahnhof Au SG befand.
Ursprünglich war die Strecke als 24 Kilometer lange  Verbindung der Region Bregenzerwald mit der Ostschweiz geplant: von Au im Kanton St. Gallen, über Lustenau, Dornbirn, Schwarzach, Wolfurt nach Kennelbach an der Bregenzerwaldbahn. An einen Seitenast ins Gütle zum Rappenloch war ebenfalls gedacht, dieser war aber nicht zu finanzieren.
Am 26. Oktober 1919 veranstaltete der FC Lustenau 07, der erste Fußballverein Vorarlbergs, gegen die Straßenbahn ein Wettrennen: eine Staffel aus 35 Läufern, die je 150 bis 400 Meter liefen, brauchte 19 Minuten und 45 Sekunden von Dornbirn bis Lustenau – die Straßenbahn dagegen war zehn Minuten länger unterwegs.
Die Bahngesellschaft wirtschaftete bis 1930 einigermaßen erfolgreich, neben den Personen wurden jährlich auch circa 700 bis 900 Tonnen Waren transportiert. Im Zuge der Weltwirtschaftskrise geriet die Bahn aber in die roten Zahlen. Eine Verkehrszählung vom Sommer 1937 zeigte, dass nur noch 23 Prozent der Reisenden zwischen Dornbirn und Lustenau die Bahn benutzten, 63 Prozent bevorzugten das Fahrrad, zehn Prozent das Auto. Überdies wurden unverkennbar Erneuerungen und Verbesserungen im technischen Bereich nötig.
Am 31. Oktober 1938, wenige Monate nach dem Anschluss Österreichs, wurde der (inzwischen von der Deutschen Reichspost übernommene) Bahnverkehr eingestellt und am nächsten Tag durch neun Omnibusse (Gesellschaftswagen) ersetzt. Die notwendigen großen Investitionen, die für einen Fortbestand hätten getätigt werden müssen, schienen den Verantwortlichen nicht rentabel. Überdies dachte man, dem Zeitgeist entsprechend, mehr an eine automobile Zukunft.

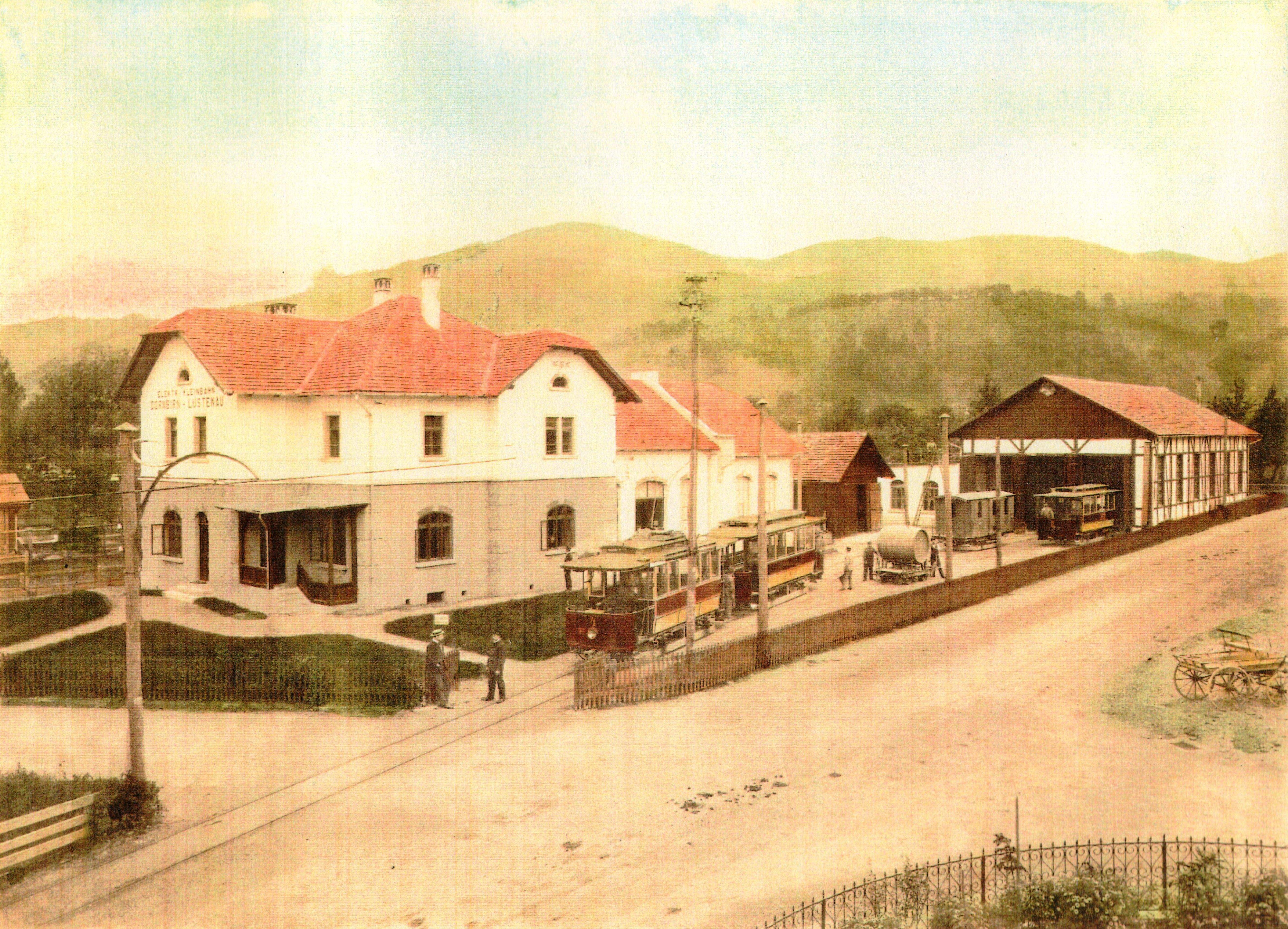
Die ehemalige Remise in Dornbirn
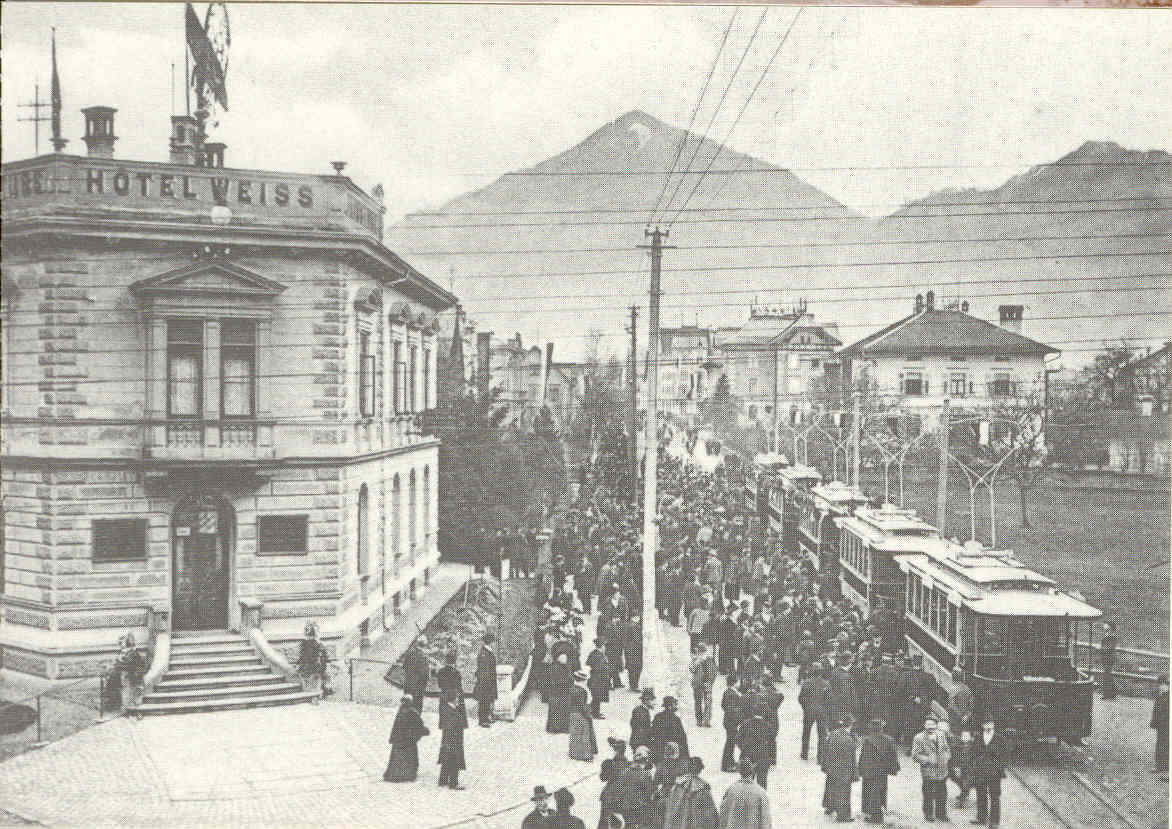
Die Eröffnungsfeier am 30. November 1902 (Dornbirn, Bahnhofstraße)
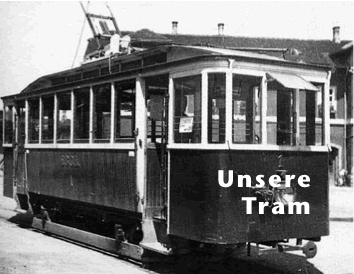
Einer der fünf Triebwagen der Bahn

## Relikte
In Lustenau befindet sich noch, direkt am Rheindamm gelegen, ein Remisengebäude. Weiters findet man an wenigen Häusern, z. B. in der Marktstraße in Dornbirn, Oberleitungsrosetten.

## Fahrzeuge
Alle Wagen waren zweiachsig und in Zweirichtungsbauweise ausgeführt, nach ihrer 1938 erfolgten Ausmusterung wurden sie an die Straßenbahn Klagenfurt verkauft:
| Art        | Stück | Nummern   | Baujahr | Hersteller          | Länge   | Achsstand | Bemerkungen                                                                                    |
| ---------- | ----- | --------- | ------- | ------------------- | ------- | --------- | ---------------------------------------------------------------------------------------------- |
| Triebwagen | 5     | 1 bis 5   | 1902    | Grazer Waggonfabrik | 8300 mm | 3000 mm   | Ursprünglich offene Plattformen und Laternendach, später Umbau auf Haubendach und Schiebetüren |
| Beiwagen   | 2     | 8 und 9   | 1902    | Grazer Waggonfabrik | 8870 mm | 3000 mm   | Offene Plattform, Haubendach, Schiebetüren                                                     |
| Beiwagen   | 2     | 10 und 11 | 1902    | Grazer Waggonfabrik |         |           | Gebaut 1902 als Gepäckwagen 6 und 7 1903 Umbau als Beiwagen 10 und 11                          |
| Beiwagen   | 1     | 12        | 1922    | Hauptwerkstätte     | 8300 mm | 3000 mm   | Ausführung wie Teile der Triebwagen nach deren Umbau                                           |